# Volodymyr Jacuba
Volodymyr Hryhorovyč Jacuba (ukrajinsky Володимир Григорович Яцуба; * 1. července 1947 Dnipro) je ukrajinský politik, který byl zainteresován do řady státních funkcí. V letech 2003–2004 zastával post Dnětropetrovského gubernátora. Působil také jako ministr pro místní rozvoj, výstavbu a bydlení, nejprve v roce 2007 ve vládě Viktora Janukovyče a poté v roce 2010 ve vládě Mykoly Azarova. Následně se stal krátce zástupcem prezidenta Ukrajiny na Krymu. V letech 2011–2014 zastával post starosty Sevastopolu. Této funkce se vzdal poté, co Krym ovládli Rusové a demonstranty v Sevastopolu byl dosazen proruský starosta Alexej Čalyj. Se složením funkce sevastopolského starosty Jacuba zároveň opustil Stranu regionů.